# UボートXXI型
UボートXXI型 (U-Boot-Klasse XXI) は、第二次世界大戦中のドイツ海軍の潜水艦。

## 概要
大西洋の戦いでは、進歩を続ける連合国の対潜部隊に対し、ドイツ潜水艦隊の主力だったVII型やIX型 などの従来型潜水艦は、性能的に不利な状況に追い込まれていた。
この状況を見た海軍総司令官カール・デーニッツはそれまでのVII型、IX型を主力とした潜水艦の建造計画を大きく変更し、全力で水中高速型潜水艦を建造することとした。早期の戦列化を可能にするため、艦体の設計はヴァルター機関を動力とした水中高速艦として設計されていたXVIII型のものを流用している。艦体は円筒を上下につないだような形をしており、水中航行用の蓄電池を多数搭載しても十分な艦内容積を確保することができた。多数の蓄電池と新たに開発されたモーターの組み合わせにより、本型の最大水中速力は当時の潜水艦としては桁外れの17.5ノットに達した。その後1945年4月までに288隻の建造が予定された。
建造に際しては徹底したブロック工法が採用されており、32カ所の造船所および鉄工所で建造された船体を11カ所の造船所に集めた上で艤装工事を実施し、さらに艤装の完了した船体を3カ所の造船所で組み立てるという体制で建造された。
1番艦は1944年5月に竣工し、それ以降も続々と竣工していったが、燃料不足や、乗員の訓練や頻発した初期不良の調整に手間取ったため、出撃できたXXI型は少数にとどまり、終戦までの間の戦果、戦歴等はほとんどない。しかし、水中行動を主とするこの型の設計思想は、アメリカ海軍のアルバコアやソ連海軍のズールー型潜水艦など、戦後多くの国の潜水艦の設計に影響を与えた。また、戦後に接収した本型を使用して行われた対潜訓練では、当時最も優れているといわれたアメリカ・イギリス海軍の対潜部隊をもってしても本型を探知できなかったという逸話が残っている。

## 特徴
外観
従来型の潜水艦と異なる流線型の船体を始めとして、従来型の艦に付いていた備砲は撤去され、対空機銃も流線型のカバーがついた引き込み式になるなど水中での抵抗を極力減らす設計が見られる。このため水中速力は従来型の2倍以上となった。
水中航続力
本型は艦内に多数の蓄電池を有しているので、水中航行時間も6ノットで航行した場合48時間と、従来型と比べて大幅に伸びていた。そのためにXXIII型とともに電気Uボート（Elektroboote、エレクトロ・ボート）とも呼ばれた（卓越した能力から奇跡のUボートと呼ぶ者も居た）。
水雷兵装
魚雷発射管はそれまでの型と違い、艦首に6門が集中的に装備された。搭載魚雷数は23本で、全て艦内に格納された。本型は魚雷発射管に自動装填装置を装備した最初の型であり、10分で6門全ての再装填が可能となっていた。なおXXI型Cにおいては艦尾方向に発射口を持つ発射管を両舷各6門ずつ備え、艦首発射管と合わせて計18門の発射管を装備している。
また、水中高速潜の能力を最大限に発揮するために、魚雷射撃用の指揮装置も新型のものが搭載された。これは探知用と攻撃用の2つのソナーから送られたデータを電気信号で自動的に解析することができるもので、潜望鏡を用いない全没状態での攻撃でも十分な精度を発揮した。
対空兵装
当初、航空機関砲として余剰となっていた30mm MK103機関砲を揺動砲架に収めた物が搭載される予定であったが間に合わず、前述のように水中での抵抗を減じるカバーに20mm連装機関砲を収めたものが、セイルの前後に搭載されている。

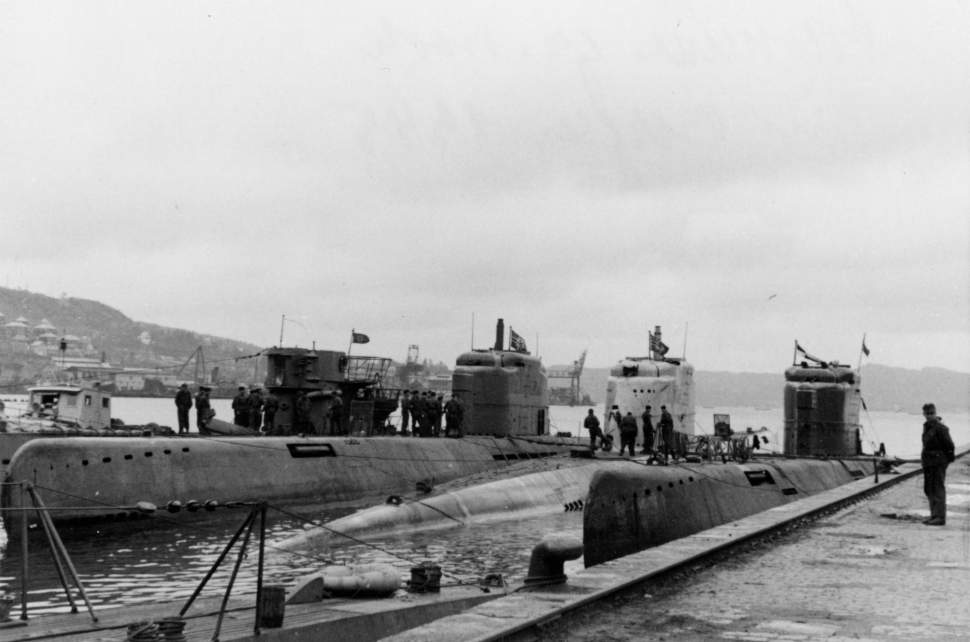
終戦後にベルゲンで撮影された3隻のXXI型Uボート。中央の1隻は艦尾を、左右の2隻は艦首をカメラに向けている。流線形の船体がよくわかる。
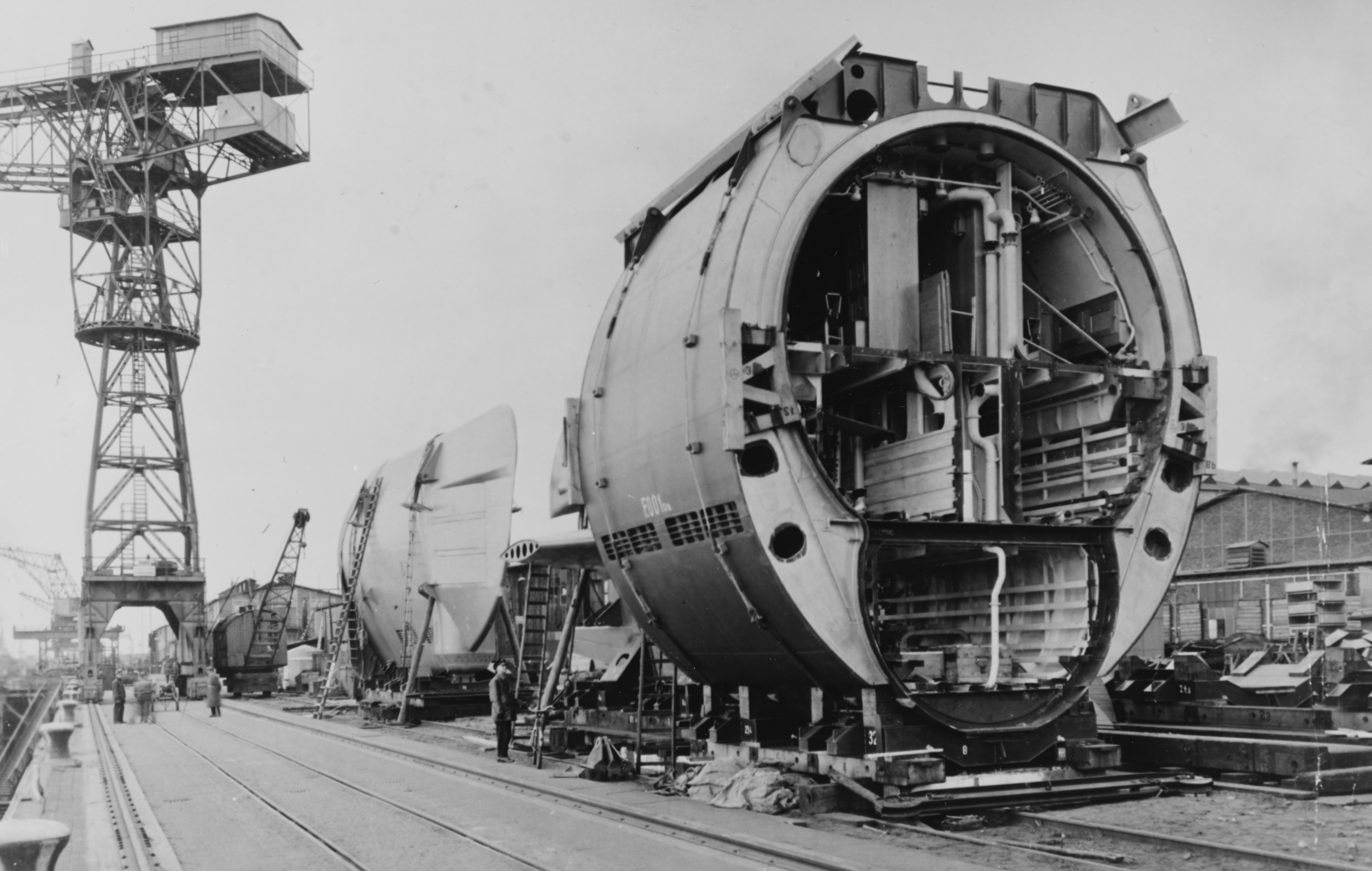
艤装の完了した船体ブロック。

## 性能諸元
- 全長: 76.7m
- 全幅: 8.0m

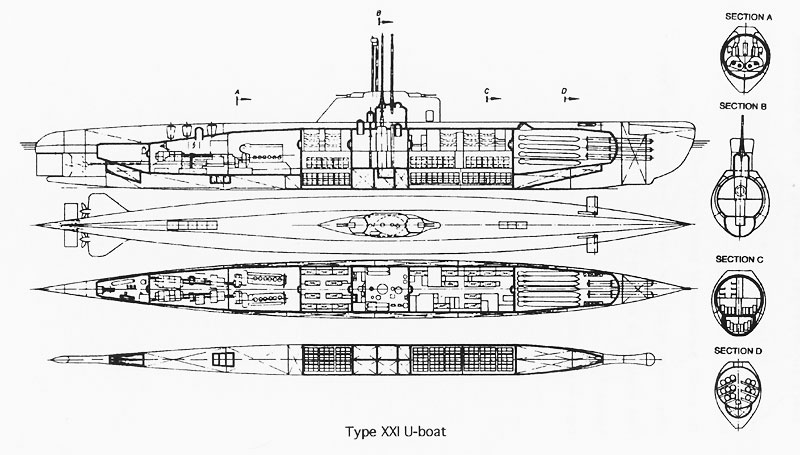
アメリカが作成した図面

- 排水量: 水上1,621t、水中1,819ｔ
- 最大速度: 水上15.5kt、水中17.5kt
- 水中航続距離: 528km（285海里）/6kt
- 水上航続距離: 20,650km（11,150海里）/12kt
- 乗組員: 57名（うち士官5名）
- 兵装: 533mm魚雷発射管×6（艦首6　搭載魚雷23本）、20mm Flak38連装機関砲×4

## 同型艦一覧
- U-2501～U-2552
- U-2553～U-2608　未成
- U-2609～U-2643　発注延期
- U-2644～U-2762　キャンセル
- U-3001～U-3041
- U-3042～U-3043　建造中に爆撃を受け破壊
- U-3044
- U-3045～U-3046　艤装中に爆撃を受け破壊
- U-3047
- U-3048～U-3049　未成
- U-3050～U-3051
- U-3052～U-3088　未成
- U-3089～U-3295　建造未着手
- U-3296～U-3500　未契約
- U-3501～U-3530
- U-3531～U-3571　未成
- U-3572～U-4000　発注延期